# Karl Maureen
Karl Maureen (Aspertsham bij Lindach, 30 augustus 1938 – München, 21 juni 2025) was een Duits organist en muziekpedagoog.

## Levensloop
Na zijn studies aan de Muziekhogeschool van München bij Karl Richter, studeerde hij verder bij Flor Peeters (Mechelen), Gaston Litaize (Parijs), Piet Kee (Haarlem) en Luigi Ferdinando Tagliavini (Bologna). In Parijs werd de ontmoeting met Olivier Messiaen belangrijk voor zijn verdere evolutie.
Maureen werd docent orgel en leider van de afdeling kerkmuziek aan de Muziekhogeschool Leopold Mozart van Neurenberg-Augsburg en bleef dit tot in 2006.
Zijn onderricht, zowel in de muziekschool als in meesterklassen en seminaries concentreerde zich op de historische uitvoeringspraktijk bij Oude Muziek, op virtuositeit in de uitvoeringen, inlevingsvermogen en goede registreerkunst, zaken die ook bij de uitvoering van hedendaagse muziek van belang zijn.
Zijn eigen repertoire strekt zich uit over een honderdtal componisten, vanaf de aanvang van de orgelkunst, over de werken van Johann Sebastian Bach, Wolfgang Amadeus Mozart, Felix Mendelssohn, Franz Liszt, César Franck, Widor, Paul Hindemith tot aan Max Reger en Olivier Messiaen. Centraal staat de dialoog met het orgelwerk van Johann Sebastian Bach, dat hij bij herhaling in zijn totaliteit heeft uitgevoerd. Hij heeft ook de volledige orgelwerken uitgevoerd van Mendelssohn, Liszt, Franck en Widor.
Hij heeft vele soloconcerten gegeven, en is ook opgetreden onder de leiding van dirigenten zoals Rafael Kubelik, Bruno Weil, Hans Stadlmair, Ljubomir Romansky en Lucas Foss.
Karl Maureen heeft geconcerteerd tijdens de Wiener Festwochen, de Praagse Lente, het Festival van Vlaanderen, bij festivals in Lahti (Finland), Palma de Mallorca, Arona (Italië), enz. Hij is ook orgeldeskundige voor het aartsbisdom München en is titularis van het Woehl-Orgel in de Heilig-Hartkerk in München.
Maureen was vaak jurylid voor orgelwedstrijden. In 1994 was hij jurylid voor het internationaal orgelconcours in het kader van het Festival Oude Muziek in Brugge.
Maureen overleed op 21 juni 2025 op 87-jarige leeftijd.

## Discografie
Maureen heeft talrijke platenopnamen gerealiseerd. Enkele voorbeelden:
- Die Woehl-Orgel in Herz-Jesu München
- Johann Ulrich Steigleder - Tabulaturbuch "Dass Vatter unser" (1627) - (Ebert-Orgel der Hofkirche Innsbruck)
- J. E. Eberlin - Neun Toccaten und Fugen - (Balthasar-Freiwiß-Orgel, Irsee)
- Die "Mozart-Orgel" der Klosterkirche Seeon
- J. S. Bach - Orgelwerke - (Ahrend-Orgel, Deutsches Museum München)
- Orgelportrait St. Anna, (Augsburg)
- Der Rieger-Orgel der Stiftskirche St. Margareta, (Baumburg)
- Eric Satie - Ogives